# Gregorčičeva ulica, Ljubljana
Gregorčičeva ulica je ena izmed ulic v Ljubljani.

## Zgodovina
Ulica je bila uradno poimenovana 20. decembra 1906 po slovenskemu pesniku Simonu Gregorčiču.

## Urbanizem
Ulica poteka od križišča s Vegovo in Turjaško do T-križišča s Prešernovo cesto.
Na ulico se (od vzhoda proti zahodu) povezujejo: Soteska, Slovenska in Igriška.
Ob ulici se med drugim nahajajo:
- Osnovna šola Majde Ziherlove Ljubljana,
- Vladna palača,
- Predsedniška palača, ...